# Пархоменко, Владимир Александрович
Владимир Александрович Пархоменко (9(21) сентября 1880, с. Смелое Роменского уезда Полтавской губернии (ныне Роменский район, Сумской области, Украины) — 1942, Ленинград) — украинский советский историк, педагог, профессор.

## Биография
Родился в семье провинциального полтавского священника.
Окончил Полтавскую духовную семинарию, затем в 1905 — Санкт-Петербургскую Духовную Академию. Кандидат богословия с 1905 года. В том же году окончил столичный Археологический институт.
С декабря 1905 — преподаватель Полтавской семинарии.
Активный участник создания Полтавского церковно-археологического комитета в 1906. В 1912 г. получил научную степень магистра.
В 1913—1917 преподавал в Тифлисском Александровском учительском институте, был директором Сухумской учительской семинарии.
С 1917 руководил Каневской гимназией. Позже — приват-доцент кафедры русской истории Университета Св. Владимира в Киеве.
С 1919 преподавал в Екатеринодаре (Краснодаре) в Кубанском политехническом институте и в Институте народного образования.
В 1920—1921 годах организовал и возглавил Северокавказскую этнолого-археологическую комиссию. С 1921 — преподаватель Высшего института народного образования им. М. П. Драгоманова (ВИНО) в Киеве и Киевского археологического института.
Сотрудник ВУАН (с 1921 года). С 1924 — преподаватель в Полтавском институте народного образования.
С 1925 по 1929 — профессор Днепропетровского института народного образования и директор отдела в Днепропетровском областном историко-археологическом музее, председатель Днепропетровского научного общества.
В 1930 В. Пархоменко был репрессирован. Осуждён по делу «Союза освобождения Украины» на 10 лет лагерей. В середине 1933 досрочно освобождён в связи с полученной инвалидностью.
Позже устроился на работу в одно из учреждений АН СССР в Ленинграде, где и погиб во время блокады в 1942 году.
Реабилитирован посмертно в июне 1989 года.

## Научная деятельность
В. А. Пархоменко — историк-медиевист, специалист в области истории Киевской Руси и истории церкви на Украине.
Автор работ по истории восточнославянских племён и возникновения Киевской Руси. Отстаивал идею, что «извечная принципиальная борьба Руси со степью явно искусственного происхождения». В. А. Пархоменко отрицал реальность существования Рюрика на основании отсутствия упоминаний о нём в домонгольский период. В работе «У истоков русской государственности» Пархоменко отождествил Немогард Константина Порфирогенета с Новгород-Северским, а также предложил династию русских князей называть игоревичами, а не рюриковичами.
Статьи Пархоменко содержат некоторый материал для комментариев к памятнику «Слово о полку Игореве», в частности, разыскания историка помогают реконструировать судьбу Тмутаракани, упоминаемой в «Слове…».

### Избранные труды
- Конец старой Малороссии: (1733—1788 годы в истории левобережной Украины) (1906)
- Очерк истории Переяславско-Бориспольской епархии (1733—1785). 2-е изд. Полтава, 1910;
- Древнерусская княгиня святая равноапостольная Ольга (вопрос о крещении её) Архивная копия от 19 мая 2017 на Wayback Machine (1911);
- Начало христианства Руси (1913);
- Церковная политика Ярослава Мудрого (1913);
- Три центра древнейшей Руси (1913);
- Вопрос о началах Российской державы (1915);
- У истоков русской государственности (VIII—IX в.в.) (1924);
- Початок історично-державного життя на Україні (1925);
- Вопрос о времени существования и месте нахождения Тмутаракани (1926);
- Київська Русь і Хозарія (1927);
- Київська Русь і печеніги (1927);
- Русь, степ та варяги (1929);
- Перша відома точна дата існування держави Русі (1938);
- До питання про норманське походження Русі (1938)
- Следы половецкого эпоса в летописях (1940)[3].
- Путь из хазар в угры / Материалы по истории Грузии и Кавказа, выпуск 5, Тбилиси, 1937, сс. 369—373